# Michal Grošek
Michal Grošek (* 1. června 1975 v Vyškově) je bývalý český hokejový útočník a trenér.

## Hráčská kariéra
Profesionální kariéru nastartoval v celku AC ZPS Zlín v posledním ročníku československé soutěže 1992–93. Poté byl v létě 1993 vybrán ve vstupním draftu NHL týmem Winnipeg Jets v šestém kole z celkového 145. místa. Po draftu se přestěhoval do Severní Ameriky, rok působil v juniorské sutěži WHL za tým Tacoma Rockets. První sezónu musel Grošek na šanci v hlavním kádru Jets počkat, byl poslán na jejich farmu Moncton Hawks hrající AHL. Až v závěru sezony byl povolán do kádru Jets proti Toronto Maple Leafs, ve druhém zápase vstřelil svou první branku v kariéře, když ve druhé třetině prostřelil washingtonského brankáře Dona Beaupreho.
V následujících dvou letech se moc neprosazoval do sestavy Jets, většinou hrával na farmě týmu Springfield Falcons. 15. února 1996 byl společně se spoluhráčem vyměněn do Buffalo Sabres za Craiga Muniho a první volbu v draftu 1996 (touto volbou byl vybrán Daniel Briere). V Buffalu Sabres prorazil v NHL, pravidelně nastupoval za tým a svůj nejlepší výkon předvedl v sezóně 1998/99, kdy si vytvořil osobní rekord v počtu vstřelených gólů (20), asistencí (30), bodů za střelce (50), trestných minut (102) a střel na bránu (140). 10. března 2000 stál Grošek o výměnu mezi Buffalem Sabres a Chicagem Blackhawks, místo něho získali Jeana-Pierra Dumonta a Douga Gilmoura. V Chicagu Blackhawks dokončil sezónu 1999/2000, před startem nového ročníku byla jeho práva převedena do New York Rangers za budoucí vyrovnání. V barvách Rangers se bodově propadal, byl často posílán na farmu v Hartford Wolf Pack. Poslední dva roky působení v NHL odehrál v Boston Bruins.
V sezóně 2004/05 proběhla stávka v NHL, Grošek přestoupil do švýcarské National League A k týmu HC Servette Ženeva. Své další zahraniční angažmá rozšířil v ruské superlize za SKA Petrohrad, do kterého přišel v průběhu sezony. K ročníku 2006–07 se vrátil do Servette Ženeva, ale na počátku si způsobil zranění a v týmu skončil, dostal pak zkušební smlouvu s HC Fribourg-Gottéron. Po pěti odehraných zápasech s bilancí jedné branky a třemi asistencemi nebyl podepsán prodlužovací kontrakt a nakonec přešel do EV Zug, se kterým se dohodl na podpisu smlouvy do roku 2008. Uprostřed sezóny 2007/08 opustil z osobních důvodů kádr EV Zug a podepsal smlouvu se švédským celkem Leksands IF, kde se setkává s bývalým brankářem NHL Edem Belfourem.

## Reprezentační kariéra
První start za reprezentační A tým bylo v turnaji Euro Hockey Tour (přesněji v Česká pojišťovna cup), dodatečně byl povolán místo Petra Sýkory.  Premiéru si odbyl 1. září 2005 proti Finsku, další dva starty přidal proti Švédsku a Rusku.

## Trenérská kariéra
Po ukončení hráčské kariéry setrval ve Švýcarsku, šest let působil jako hlavní trenér ve čtvrté nejvyšší soutěži v týmu CP de Meyrin. V sezoně 2017/18 vedl jako hlavní trenér rezervní tým HC Servette Ženeva.

## Ocenění a úspěchy
- 2005 NLA – Nejtrestanější hráč

## Prvenství
- Debut v NHL – 10. dubna 1994 (Toronto Maple Leafs proti Winnipeg Jets)
- První gól v NHL – 12. dubna 1994 (Washington Capitals proti Winnipeg Jets, kanadskému brankáři Don Beaupre)
- První asistence v NHL – 6. února 1995 (Calgary Flames proti Winnipeg Jets)
- První hattrick v NHL – 4. prosince 1996 (Buffalo Sabres proti Vancouver Canucks)

## Klubová statistika
| Sezóna       | Klub                | Soutěž       |     | Základní část | Základní část | Základní část | Základní část | Základní část |   | Play off | Play off | Play off | Play off | Play off |
| Sezóna       | Klub                | Soutěž       | Z   | G             | A             | B             | TM            | Z             | G | A        | B        | TM       |          |          |
| 1992–93      | AC ZPS Zlín         | ČSHL         | 18  | 1             | 3             | 4             |               | —             | — | —        | —        | —        |          |          |
| 1993–94      | Tacoma Rockets      | WHL          | 30  | 25            | 20            | 45            | 106           | 7             | 2 | 2        | 4        | 30       |          |          |
| 1993–94      | Winnipeg Jets       | NHL          | 3   | 1             | 0             | 1             | 0             | —             | — | —        | —        | —        |          |          |
| 1993–94      | Moncton Hawks       | AHL          | 20  | 1             | 2             | 3             | 47            | 2             | 0 | 0        | 0        | 0        |          |          |
| 1994–95      | Springfield Falcons | AHL          | 45  | 10            | 22            | 32            | 98            | —             | — | —        | —        | —        |          |          |
| 1994–95      | Winnipeg Jets       | NHL          | 24  | 2             | 2             | 4             | 21            | —             | — | —        | —        | —        |          |          |
| 1995–96      | Winnipeg Jets       | NHL          | 1   | 0             | 0             | 0             | 0             | —             | — | —        | —        | —        |          |          |
| 1995–96      | Springfield Falcons | AHL          | 39  | 16            | 19            | 35            | 68            | —             | — | —        | —        | —        |          |          |
| 1995–96      | Buffalo Sabres      | NHL          | 22  | 6             | 4             | 10            | 31            | —             | — | —        | —        | —        |          |          |
| 1996–97      | Buffalo Sabres      | NHL          | 82  | 15            | 21            | 36            | 71            | 12            | 3 | 3        | 6        | 8        |          |          |
| 1997–98      | Buffalo Sabres      | NHL          | 67  | 10            | 20            | 30            | 60            | 15            | 6 | 4        | 10       | 28       |          |          |
| 1998–99      | Buffalo Sabres      | NHL          | 76  | 20            | 30            | 50            | 102           | 13            | 0 | 4        | 4        | 28       |          |          |
| 1999–00      | Buffalo Sabres      | NHL          | 61  | 11            | 23            | 34            | 35            | —             | — | —        | —        | —        |          |          |
| 1999–00      | Chicago Blackhawks  | NHL          | 14  | 2             | 4             | 6             | 12            | —             | — | —        | —        | —        |          |          |
| 2000–01      | New York Rangers    | NHL          | 65  | 9             | 11            | 20            | 61            | —             | — | —        | —        | —        |          |          |
| 2000–01      | Hartford Wolf Pack  | AHL          | 12  | 8             | 7             | 15            | 12            | —             | — | —        | —        | —        |          |          |
| 2001–02      | New York Rangers    | NHL          | 15  | 3             | 2             | 5             | 12            | —             | — | —        | —        | —        |          |          |
| 2001–02      | Hartford Wolf Pack  | AHL          | 48  | 14            | 30            | 44            | 167           | —             | — | —        | —        | —        |          |          |
| 2002–03      | Boston Bruins       | NHL          | 63  | 2             | 18            | 20            | 71            | 5             | 0 | 0        | 0        | 13       |          |          |
| 2003–04      | Boston Bruins       | NHL          | 33  | 3             | 2             | 5             | 33            | —             | — | —        | —        | —        |          |          |
| 2004–05      | HC Servette Ženeva  | NLA          | 41  | 15            | 21            | 36            | 141           | —             | — | —        | —        | —        |          |          |
| 2005–06      | HC Servette Ženeva  | NLA          | 17  | 9             | 3             | 12            | 99            | —             | — | —        | —        | —        |          |          |
| 2005–06      | SKA Petrohrad       | RSL          | 13  | 3             | 0             | 3             | 36            | —             | — | —        | —        | —        |          |          |
| 2006–07      | HC Servette Ženeva  | NLA          | 1   | 0             | 0             | 0             | 2             | —             | — | —        | —        | —        |          |          |
| 2006–07      | Fribourg-Gottéron   | NLA          | 5   | 1             | 3             | 4             | 16            | —             | — | —        | —        | —        |          |          |
| 2006–07      | EV Zug              | NLA          | 24  | 13            | 17            | 30            | 50            | 11            | 0 | 2        | 2        | 46       |          |          |
| 2007–08      | EV Zug              | NLA          | 39  | 12            | 12            | 24            | 60            | —             | — | —        | —        | —        |          |          |
| 2007–08      | Leksands IF         | HA           | 10  | 3             | 6             | 9             | 37            | 7             | 1 | 3        | 4        | 10       |          |          |
| Celkem v NHL | Celkem v NHL        | Celkem v NHL | 526 | 84            | 137           | 221           | 509           | 45            | 9 | 11       | 20       | 77       |          |          |
| Celkem v AHL | Celkem v AHL        | Celkem v AHL | 164 | 49            | 80            | 129           | 392           | 2             | 0 | 0        | 0        | 0        |          |          |
| Celkem v NLA | Celkem v NLA        | Celkem v NLA | 127 | 50            | 56            | 106           | 368           | 11            | 0 | 2        | 2        | 46       |          |          |